# Oddities
Oddities — альбом-компіляція американського death-rock гурту London After Midnight, випущений німецьким лейблом «Apocalyptic Vision» та американським «Metropolis» у 1998 році. 
На альбом потрапили записи живих виступів, дві нові пісні, треки з EP Kiss, альтернативні версії вже відомих композицій та один кавер. Німецьке видання вийшло у Digipack-упаковці, разом із мініпостером.
У 2003 році, на відміну від інших релізів гурту, які були перевиданні на інді-лейблах у різних частках світу, Oddities не перевидавався. Частково був присутній на виданнях Selected Scenes from the End of the World та Psycho Magnet, 2003 року.

## Композиції
1. The Christmas Song — 4:56
2. Let Me Break You — 5:31
3. Splinter (Live) — 3:16
4. Your Best Nightmare (Acoustic / Live) — 5:44
5. Shatter (Acoustic / Live) — 5:13
6. Claire's Horror (Acoustic / Live) — 4:44
7. Atmosphere (Live) — 2:23
8. A Letter To God (Live) — 3:09
9. Sacrifice (Live) — 6:34
10. Sally's Song — 1:54
11. Demon — 4:33
12. Untitled — 4:12
13. Spider And The Fly (Acoustic Tangled Web Mix) — 4:27
14. Ice — 2:12

## Інше
- Треки 3—8 записані у жовтні 1997 року у Лейпцигу, Німеччина.
- Трек 9 записано у жовтні 1997 року у Варегемі, Бельгія.
- Пісня «Sally's Song» — це кавер на однойменну композицію з анімаційного фільму «Жах перед Різдвом» Тіма Бартона.